# Штайслинген
Штайслинген (нем. Steißlingen) — община в Германии, в земле Баден-Вюртемберг. 
Подчиняется административному округу Фрайбург. Входит в состав района Констанц.  Население составляет 4608 человек (на 31 декабря 2010 года). Занимает площадь 24,52 км².